# احترام
ادب*اِحتِرام ...   به احترام ادییبان محترم...   احساسی   مثبت از ارج نهادن و اعتنا به فرد یا شی‌ای است که فرد احترام‌گذارنده آن را سزاوار احترام می‌شمارد.
حرمت نهادن، نکوداشت، توجه، بزرگ داشتن، ارج نهادن و آزَرم معادل‌هایی برای احترام هستند.
فردی که به شخص یا چیزی احترام می‌گذارد، به آن شخص یا چیز توجه می‌کند و برای آن اندازه‌ای ارزش قائل می‌شود. این ارزش‌گذاری متعاقباً ممکن است خود را در رفتار و عملکرد احترام‌گذارنده نسبت به احترام‌یافته نمایان کند.
احترام‌گذارنده معمولاً امتیازها و کیفیت‌هایی را در فرد یا چیزی می‌بیند و این‌گونه داوری  می‌کند که آن فرد یا چیز، سزاوار توجه، پاسخ و ارزش‌گذاری است و باید ادعای او بر حق و حقوقی را نیز به رسمیت شناخت. با تغییر این امتیازها و کیفیات ممکن است میزان احترام نسبت به آن فرد یا شی نیز تغییر یابد.
احترام قائل شدن با توجه کردن همراه است و این توجه داشتن در بسیاری موارد صرف انرژی یا مسئولیت‌هایی نیز با خود می‌آورد و بنابر اصل کم‌کوشی، انسان این صرف انرژی را زمانی انجام می‌دهد که آن را برای بقای خود یا هماهنگی بهتر با محیط لازم ببیند.
بنابر این احترام گذاردن با دوست داشتن تفاوت دارد. دوست داشتن و علاقه ممکن است در تمایل درونی سرچشمه داشته باشد اما احترام می‌تواند تنها به‌خاطر جبر محیط در فرد نهادینه شده باشد.
احترام با رعایت نیز تفاوت دارد. رعایت حداکثر سرعت توسط رانندگان یا رعایت آتش‌بس مورد توافق توسط دو گروه متخاصم ممکن است رعایت محض باشد و عنصر احترام در آن‌ها وجود نداشته باشد.

رفتار کسی که مؤدبانه و با توجه با دیگران برخورد می‌کند و با اعمالش نشان می‌دهد که دیگران برای او ارزش و اهمیت دارند، محترمانه محسوب می‌شود و به‌عبارتی دیگر، این فرد با این نوع رفتار، احترام به دیگران را رعایت کرده‌است.

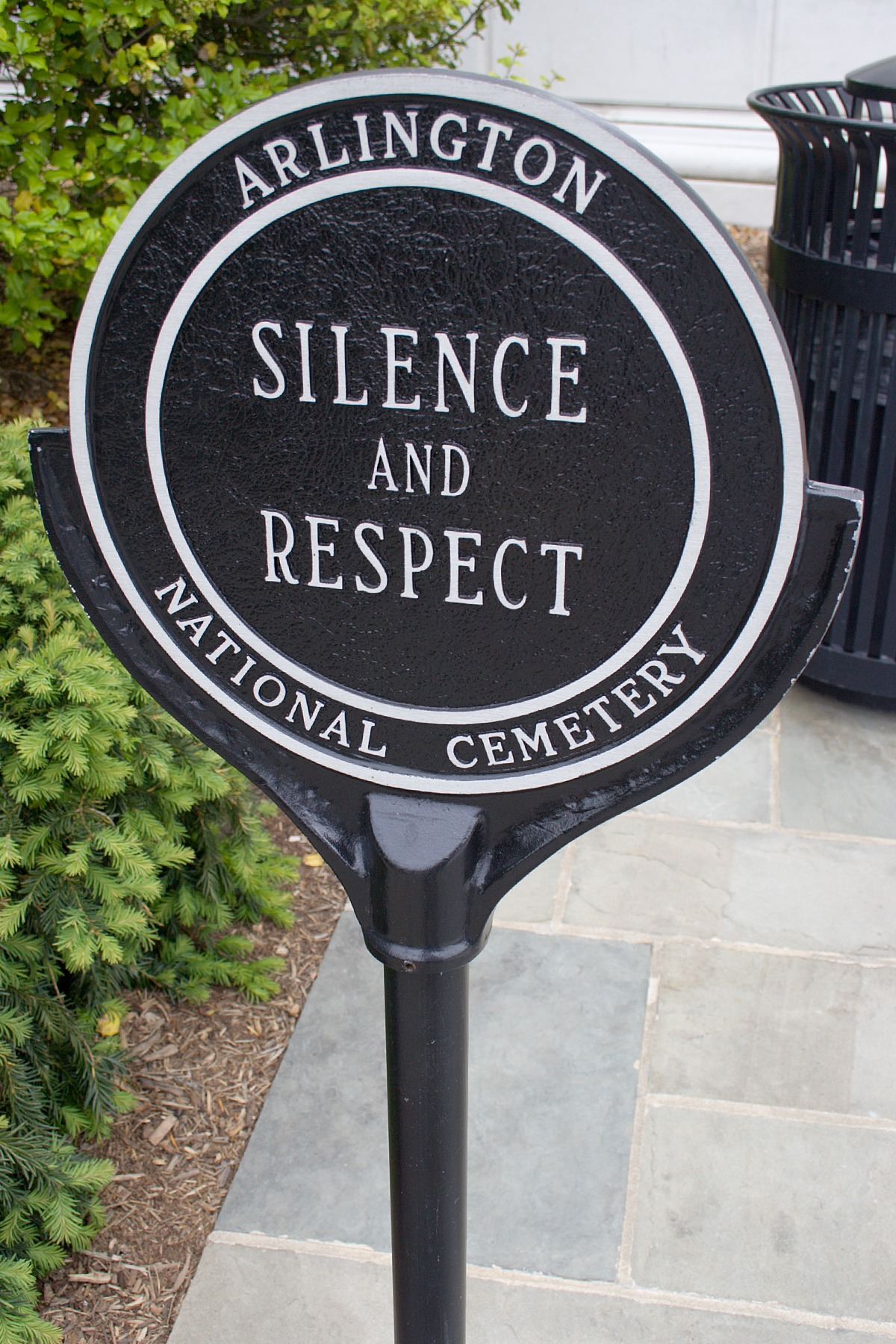
تابلویی با متن «سکوت و احترام» در آرام‌گاه ملی آرلینگتون، واشینگتن، ایالات متحده.

## سنت، غریزه، ناچاری

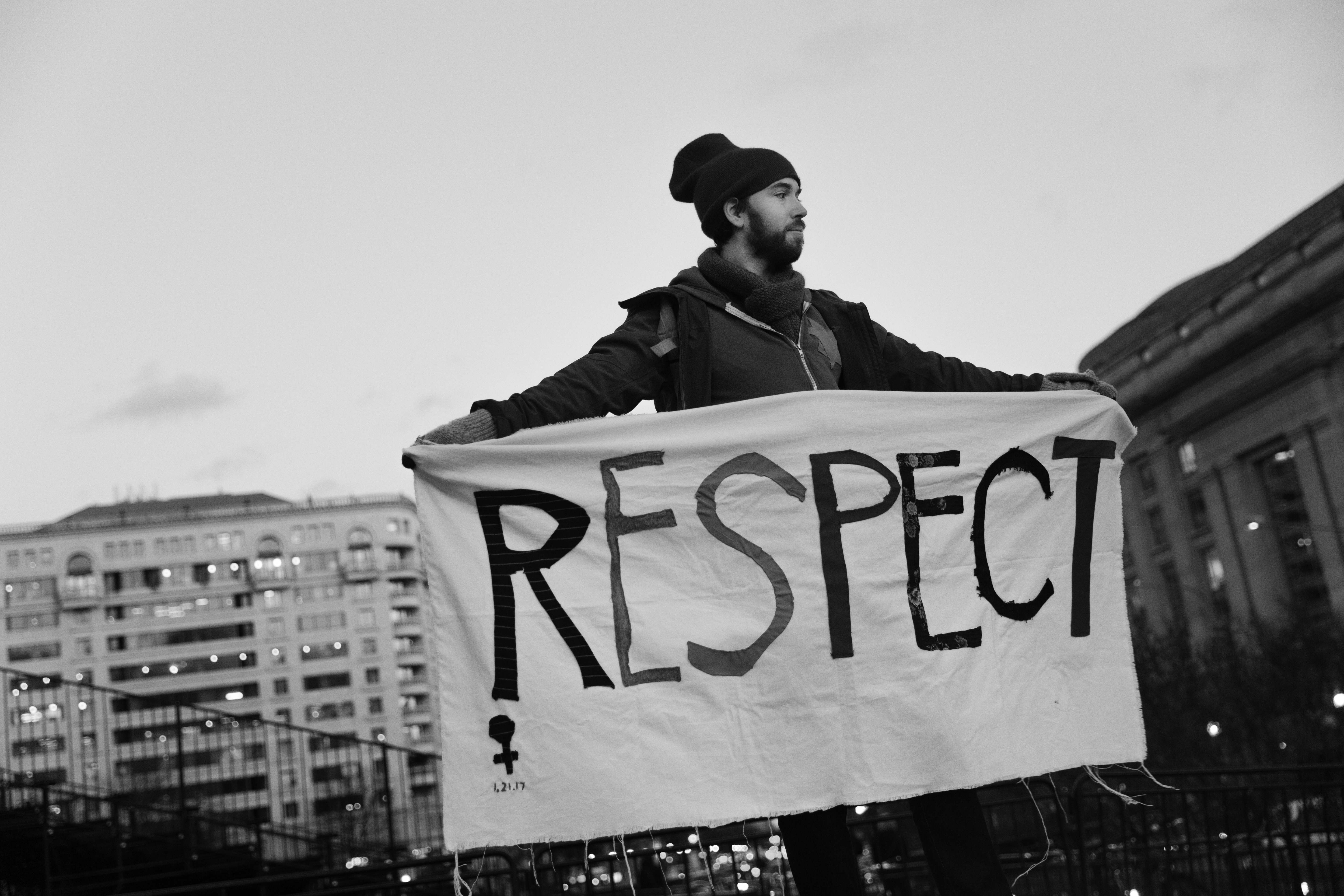

انسان نمی‌تواند بی‌دلیل و استدلال برای شخص یا چیزی احترام قائل شود مگر این‌که دین و سنت وی را مجاب به احترام به مفاهیم و اشیایی کرده باشند و او بدون اندیشیدن در مورد دلیل احترام، بنا به سنت، آن مفهوم یا شی را قابل احترام به شمار بیاورد. این نوع احترام، در صورت درک نکردن دلایل اصلی بزرگ‌داشت سنتی و مذهبی فرد یا شی مورد نظر، می‌تواند یک احترام تجویزی به‌شمار بیاید که ریشه‌دار نیست.
فرد ممکن است در احترام قائل شدن برای شخص یا چیز دیگر به اشتباه بیفتد و شخص و شی مورد احترام کیفیت‌های خود را به شکل درست بازتاب نداده باشد یا احترام‌گذارنده در ارزش‌یابی کیفیات او به اشتباه افتاده باشد.
دریافت احترام از محیط پیرامون و افراد جامعه به این معنا است که فرد دریافت‌کننده احترام به احتمال زیاد نه تنها از «نیش‌ها» و تهدیدات احتمالی گروه احترام‌گذار در امان خواهد ماند بلکه ممکن است بتواند بر یاری این گروه در تأمین امنیت اجتماعی و فردی خود نیز تا اندازه‌ای حساب کند. بنابراین غریزه بقا حکم می‌کند که افراد به‌طور معمول به دنبال کسب احترام باشند.
برخی افراد، امور و اشیا خطرناک یا نیرومندند و احترام گذاردن به آن‌ها ممکن است با ترس، ابهت دیدن، حفاظت از خود، یا تمکین همراه باشد. برخی افراد و امور دیگر بر ما حکم می‌رانند و پذیرفتن فرمان آن‌ها و پیروی از آن می‌تواند نشانه‌ای از احترام باشد.

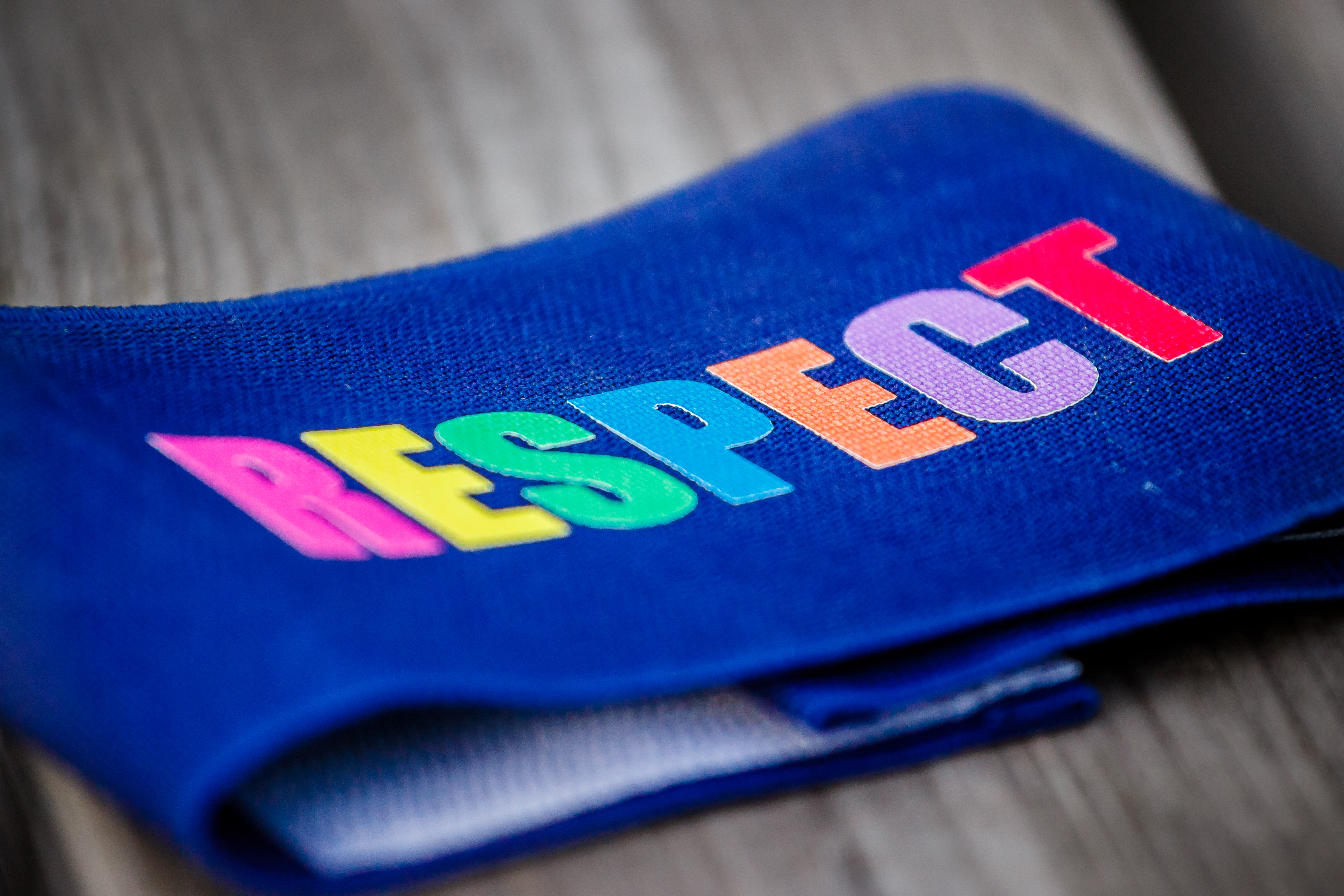

فردی که برای فرد یا چیز دیگری احترام راستین قائل می‌شود ممکن است بکوشد آن فرد یا چیز را آنگونه که سزاوارش است ببیند و نه اینکه با عینک سود و زیان‌های شخصی خود به آن نگاه کند. بنابراین احترام گذاردن به فرد یا چیز با بی‌اعتنایی نسبت به او و فراموش کردن نام و نشان او در تضاد قرار دارد.
به این خاطر برخی افراد یا گروه‌ها می‌کوشند حتی از طریق تهدید و خطرآفرینی در مرکز توجهات قرار بگیرند و این توجهات و فراموش نشدن‌ها را گونه‌ای احترام به خود به‌شمار می‌آورند.